# Sonic und der Schwarze Ritter
Sonic und der Schwarze Ritter (jap.: ソニックと暗黒の騎士; engl. Sonic and the Black Knight) ist ein 3D-Jump-’n’-Run-Videospiel, das von Sonic Team entwickelt und von Sega erstmals in Nordamerika am 3. März 2009 für die Nintendo Wii veröffentlicht wurde.
Es handelt sich dabei um ein Spin-off der Serie, in dem Sonic the Hedgehog in das Märchenbuch König Arthur und die Ritter der Tafelrunde gezogen wird. Wie beim Vorgänger ist die Steuerung durch Bewegungssteuerung mit der Wiimote ein wesentlicher Bestandteil des Spiels, wenngleich die Steuerung nach links und rechts diesmal über den Control-Stick des Nunchuk erfolgt.
Das Spiel ist die Fortsetzung des ebenfalls auf der Nintendo Wii erschienenen Sonic und die Geheimen Ringe (2007).

## Handlung
Die Zauberin Merlina, Enkelin des großen Merlin, ist auf der Flucht vor dem schwarzen Ritter König Arthur, der sich durch das Schwert Excalibur verändert hat. In ihrer Not ruft Merlina auf magische Weise einen Helden aus einer anderen Welt zu sich ins Königreich Camelot und so landet Sonic the Hedgehog auf dem Schlachtfeld. Sonic und Merlina können entkommen und Sonic erhält ein Schwert namens Caliburn, welches dazu rät, eine bestimmte Person aufzusuchen. Diese Person ist Nimue (in der Gestalt von Amy Rose), die Sonic erzählt, dass die drei Untergebenen von König Arthur, nämlich die Ritter der Tafelrunde, Lancelot, Gawain und Parzival (in den Gestalten von Shadow the Hedgehog, Knuckles the Echidna und Blaze the Cat) besiegt und ihre Schwerter entrissen werden müssen. Nachdem dies geschafft wurde, fordert Sonic den schwarzen Ritter heraus und schafft es, ihn zu vernichten.
Sonic übergibt Excalibur an Merlina, die sich daraufhin als bösartig offenbart, das Königreich in Dunkelheit hüllt und sich selbst und das Schloss mit einer Barriere schützt. Sonic und die Ritter der Tafelrunde reisen zu verschiedenen Enden des Königreiches, um die Dunkelheit einzudämmen. Anschließend kann Sonic durch die Barriere gehen und gelangt zu Merlina, die zur Dark Queen wurde. Diese erweist sich als zu mächtig, zerstört Sonics Schwert Caliburn und verletzt Sonic schwer. Da tauchen Nimue, Lancelot, Gawain und Parzival auf, die es mit der Kraft ihrer Schwerter schaffen, aus den Trümmern des Caliburn das wahre Excalibur-Schwert zu beschwören. Damit verwandelt sich Sonic zum goldenen Excalibur Sonic, der die Dark Queen besiegt und das Königreich von der Dunkelheit befreien kann.
Nach ihrer Niederlage nimmt Merlina wieder ihre ursprüngliche Form an. Sie war es, die eine Illusion des schwarzen Ritters erschuf, um ihre Pläne zu verfolgen. Caliburn erinnert daran, dass die Ritter der Tafelrunde ihren neuen König bestimmen, woraufhin Sonic zum König ernannt wird. Zum Schluss sieht man das Buch König Arthur und die Ritter der Tafelrunde auf einem Tisch liegen, während Sonic Amy von seinen Abenteuern bis zur Ernennung zum König erzählt, diese jedoch wütend darüber ist, dass dies der Grund sei, warum Sonic ihr gemeinsames Date vergessen habe.

## Gameplay
In Sonic und der Schwarze Ritter übernimmt der Spieler die Kontrolle über den blauen Igel Sonic in einem dreidimensionalen Jump-’n’-Run-Abenteuer. Dabei läuft Sonic von selbst und der Spieler kann die Spielfigur mit dem Control-Stick nach links oder rechts bewegen, auf Knopfdruck springen oder abbremsen. Dabei führt Sonic auch stets das Schwert Caliburn mit sich, womit er mit bestimmten Wiimote-Bewegungen verschiedenste Angriffe ausführen kann. Auf dem Weg können Ringe und Äpfel eingesammelt werden.
Das Spiel besteht aus 13 Action Stages (Misty Lake, Camelot Castle, Deep Woods, Titanic Plain, Crystal Cave, Molten Mine, Faraway Avalon, Knights Passage, Shrouded Forest, Great Megalith, The Cauldron, Dragon's Lair und Dark Hollow), die als Level definiert werden können. Man muss in verschiedenen Leveln Aufgaben meistern, um wiederum neue Aufgaben und Level freizuschalten. Meistert man die Aufgaben, wird die Geschichte vorangetrieben. Im Laufe der Handlung schaltet man zudem die Charaktere Lancelot, Gawain und Parzival frei, die mit ihren eigenen Schwerten weitere, unterschiedliche Fähigkeiten besitzen. Im Mehrspieler-Modus können bis zu vier Spieler aus bis zu zwölf Spielfiguren wählen. Zu den bekannten Charakteren des Einzelspieler-Modus, Sonic, Lancelot (Shadow), Gawain (Knuckles) und Parzival (Blaze), kommen noch Nimue (Amy), Blacksmith (Tails), Galahad (Silver the Hedgehog), Lamorak (Jet the Hawk), König Arthur sowie Shadow, Knuckles und Blaze in ihrer üblichen Gestalt dazu.

## Synchronisation
| Synchronsprecher in Sonic und der Schwarze Ritter | Synchronsprecher in Sonic und der Schwarze Ritter | Synchronsprecher in Sonic und der Schwarze Ritter |
| Figur im Spiel                                    | Englischer Synchronsprecher                       | Japanischer Synchronsprecher                      |
| ------------------------------------------------- | ------------------------------------------------- | ------------------------------------------------- |
| Sonic the Hedgehog                                | Jason Anthony Griffith                            | Jun'ichi Kanemaru                                 |
| Merlina                                           | Melissa Hutchison                                 | Mamiko Noto                                       |
| Caliburn                                          | Casey Robertson                                   | Hiroaki Hirata                                    |
| König Arthur                                      | Gavin Hammon                                      | Hidekatsu Shibata                                 |
| Lancelot / Shadow the Hedgehog                    | Jason Anthony Griffith                            | Kôji Yusa                                         |
| Gawain / Knuckles the Echidna                     | Dan Green                                         | Nobutoshi Canna                                   |
| Parzival / Blaze the Cat                          | Erica Schroeder                                   | Nao Takamori                                      |
| Nimue / Amy Rose                                  | Lisa Ortiz                                        | Taeko Kawata                                      |
| Blacksmith / Tails                                | Amy Palant                                        | Ryō Hirohashi                                     |
| Galahad / Silver the Hedgehog                     | Pete Capella                                      | Daisuke Ono                                       |
| Lamorak / Jet the Hawk                            | Jason Anthony Griffith                            | Daisuke Kishio                                    |

## Rezeption
Sonic und der Schwarze Ritter erhielt gemischte, meist durchschnittliche Wertungen, wobei meist positiv erwähnt wurde, dass das Bewegen der Spielfigur nicht mehr durch Neigen der Wiimote, sondern durch Betätigen des Control Sticks gesteuert wurde.

„Mir ist klar, dass sich der Titel an eine jüngere Zielgruppe richtet, doch muss sich die mit lahmem Missionsdesign und oftmals hakeligen Kämpfen zufriedengeben? Ich meine: nein! Auch junge Igelfreunde haben ein Recht auf durchdachte Hüpfabschnitte und Bosskämpfe, die nicht mit reinem Gefuchtel zu gewinnen sind. Zwar steigern sich die Endgegnerfights gegen Ende, dafür nerven dann die inflationär auftauchenden Standardschurken. Dass ich während des gesamten Spiels dennoch meinen Spaß hatte, verdankt Sonic der lustig-quatschigen Story, der flotten Musik und der schicken Präsentation. Seichte Unterhaltung für hartgesottene Sonic-Fans – die gelungene Inszenierung macht das schwache Leveldesign nicht wett.“

„Besser als Sonic Unleashed? Ja! Besser als Sonic und die geheimen Ringe? Ja! Denn dank der Steuerung, die diesmal auf Wii-Remote und Nunchuk aufgeteilt wurde, kann das Spiel etwas mehr Stärken vorweisen als sein Vorgänger. Auch schnelle Passagen sind mit von der Partie, auch wenn die Kämpfe das schnelle Gerenne kurzweilig unterbrechen, was aber nicht unbedingt stört. Auch die Grafik und der Sound können wieder einmal beeindrucken und hieven das Spiel sehr weit nach oben. Ansonsten können alle Sonic-/Sega-Anhänger gedankenlos zugreifen. Auch Neulingen würde ich raten, sich das Spiel zuzulegen, da besonders die schnellen Level und die Motivation in den Bosskämpfen ständig Spaß bereiten. Sonic’s my name, speed’s my game!“

Die Verkaufszahlen des Spiels blieben weitestgehend unbekannt. Bekannt ist nur, dass in Japan offiziell 13.443 Kopien vertrieben wurden und in Großbritannien die Verkaufszahlen über 100.000 liegen müssen. Man geht von eher unterdurchschnittlichen Verkaufszahlen aus. Auch dass ein eigentlich angedachter, dritter Teil dieser Spin-Off-Serie letzten Endes doch nicht angestrebt wurde, stützt das.